# Pachalik de Tombouctou
1591–1727/1826
Entités précédentes :
- Empire songhaï

Entités suivantes :
- Empire peul du Macina

Le pachalik de Tombouctou ou pachalik du Soudan est le territoire situé autour des villes de Tombouctou et de Gao, au Mali, qui devint une province marocaine après son annexion en 1591 et qui demeura gouverné par les Marocains et leurs descendants jusqu'au début du XIXe siècle.

## Histoire

### Campagnes du Maroc contre l'Empire songhaï
À la fin du XVIe siècle, les rois saadiens, forts de la réunification du Maroc et de leur victoire à la bataille des Trois Rois, mais ayant des besoins financiers importants, désirent contrôler les pistes sahariennes et les mines d'or et de sel qui dépendent de l'Empire songhaï. Face à un Askia Ishaq II récalcitrant à céder les mines de Teghazza, les Saadiens décident de diriger leur extension territoriale vers le sud et de les annexer. Ainsi, en 1577, les forces marocaines atteignirent Teghazza et obtiennent des Songhaïs l'exploitation des salines. En 1582, une expédition mal préparée échoue devant Tombouctou.
Les deux armées se confrontent le 12 avril 1591 lors de la bataille de Tondibi, à 50 km au nord de Gao, et les Songhaïs sont mis en déroute par les Marocains, équipés d'armes à feu. 
L'établissement du pachalik se fait par la destruction complète du pouvoir politique songhaï. Ishak II est alors forcé à quitter le pays pour s'établir en pays Gourmantché, où il trouvera la mort. Dans le Dendi, les dernières poches de la résistance songhaï menée par le successeur d'Ishak II, Muhammad-Gao, sont vaincues entre 1592 à 1594. Une fois l'opposition militaire songhaï éliminée, l'élite lettrée est à son tour éliminée en tant que force politique : des dizaines de oulémas sont massacrés ou exilés comme le célèbre Ahmed Baba. Les pachas échouent toutefois devant Djenné, qui n'est conquise qu'en 1599.

### Relâchement du contrôle marocain
Dans les faits, le contrôle effectif de l'État chérifien se relâche vite sur le « pachalik » (équivalent à une province) nouvellement conquis. La suzeraineté marocaine ne devient que nominale au début du XVIIe siècle, à la suite de la période d'anarchie qui précède la chute des Saadiens ainsi qu'en raison de son éloignement géographique des centres politiques saadiens.
Le pouvoir passe alors aux mains d'un pacha de facto indépendant, lequel fait cependant allégeance au sultan du Maroc,. Un dernier contingent de 400 hommes traverse le désert en 1618. Les militaires marocains, installés dans la région, se fondent dans la population songhaï donnant naissance au peuple Arma, nouvelle classe dirigeante locale de langue songhaï.
L'allégeance des Armas, bien que purement nominale et symbolique, est renouvelée à la suite de l'avènement de la dynastie alaouite,. Le changement de dynastie accentue cependant la tendance au relâchement des liens et la domination marocaine demeure nominale seulement, la politique des Alaouites étant davantage orientée vers la Mauritanie que vers le Soudan nigérien. Les sultans de cette dynastie s’intéressant moins aux territoires subsahariens que les Saadiens, les dignitaires ne sont plus nommés et les renforts militaires ne sont plus envoyés.  
Bien que le sultan alaouite Moulay Ismail installe une garnison à Taoudeni et reçoit l'allégeance des Armas en 1687, ce dernier est surtout intéressé par le trafic des esclaves noirs destinés à grossir sa garde personnelle . En 1709, Moulay Ismail rétablit le contact avec la ville et y envoye un émissaire. Selon la chronique locale de Tadhkirat al-Nisyanh, l'envoyé du sultan est reçu par le pacha qui donne en son honneur de grandes fêtes, auxquelles participent les habitants. Cette visite d'émissaire de Moulay Ismail sera suivie de deux autres, en 1716 et en 1719.

### Facteurs d'instabilité et de division
Dès le début du XVIIe siècle, le pachalik est en proie aux dissensions des Armas. Les divisions entre les différents groupes d'Arma pour l’attribution des caïdats et du titre de pacha minent le pachalik et les caïds contestent ouvertement l'autorité du pacha et en deviennent progressivement de plus en plus indépendants. Le pachalik se fragmente alors en plusieurs unités autonomes autour des principales villes-garnisons telles que Gao et Djenné, tandis que le pacha ne contrôle, dans les faits, que Tombouctou et ses environs.
L'autorité des Armas dans la vallée du Niger reste forte mais elle apparaît dès lors comme fragmentée en cités-États, tandis que plusieurs groupes touarègues, en provenance de l'Adagh, s'installent dans la vallée du Niger, tels les Kel Tadamakkats dans les environs de Tombouctou et les Iwellemmedans dans les environs de Gao. Les Iwellemmedans occupent même Gao en 1682 avant d'en être chassés par le caïd Mansour ben Mezaoud. Le pacha de Tombouctou arrive dans un premier temps à leur imposer sa suzeraineté, mais cela ne fait que consacrer leur installation sur les rives du fleuve.

### Période de tutelle touarègue
À la fin du XVIIe siècle, la région connaît un équilibre des forces en présence ; les Iwellemedans imposent leur protection à divers groupes peuls, maures et touaregs, tandis que le pacha et ses caïds — lesquels ont acquis une grande autonomie — contrôlent les villes.
Cet équilibre est mis à mal au début du XVIIIe siècle, lorsque les Kel Tadamakkats fédèrent autour d'eux de plus en plus de forces en présence, faisant pencher l'équilibre politique en faveur des Touaregs. Les tensions et les confrontations entre les forces en présence (Touaregs, Armas, Peuls…) mènent à une perte progressive du pouvoir des Armas au profit des Touaregs, toutefois sans le perdre complètement. On constate une imbrication et une superposition de pouvoirs ; les Touaregs imposent leur supériorité sur les autres groupes mais demeurent désunis, tandis que les Armas maintiennent des rapports tributaires en leur faveur avec les Songhaïs.
En 1688, le Pacha Mansour Ben Mesa'oud finit par battre les Touaregs à Gao et libère la ville de leur joug.

### Déclin et disparition du pachalik
Entre la fin du XVIIIe siècle, marquée par des luttes incessantes entre les Touaregs, les Marocains et les Armas, et les peuples de la vallée du Niger, et dès le début du XIXe siècle, les Armas s'affaiblissent progressivement au profit des Touaregs et l'influence marocaine se relâche totalement[réf. nécessaire]. L'établissement de l'empire du Macina par les Peuls, qui conquiert la boucle du Niger, entre la fin du premier quart et le début du deuxième quart du XIXe siècle, marque la fin définitive du pachalik.

### Chronologie
- 1554 : les Saadiens supplantent les Wattassides en tant que sultans du Maroc ;
- 1585 : conquête de Taoudeni et Teghaza ;
- 1591, 30 mai : conquête de Tombouctou ;
- 1599 : les membres de l'armée de Yuder d'origine européenne (renégats) sont rapatriés au Maroc[20] ;
- 1603 : guerre civile au Maroc à la suite de la mort du sultan Ahmed al-Mansur Saadi. Les Armas soutiennent le sultan proclamé à Marrakech, Moulay Zaidan[7] ;
- 1613 : le pacha Ali at-Tilimsani demande aux Armas de lui prêter allégeance, signifiant ainsi son désir d'émancipation du Sultan ; la demande est rejetée par l'armée[7] ;
- 1618 : le pacha, auparavant désigné par le Sultan, devient élu par les Armas[21] ;
- 1670, 17 septembre : les Armas reconnaissent les sultans alaouites et leur prêtent allégeance[22] ;
- 1729 : raids continus des Touaregs contre Tombouctou[23] ;
- 1737 : les Touaregs occupent Tombouctou pendant 3 à 4 mois[24] ;
- 1771 : siège de Tombouctou par les Touaregs ; famine[25] ;
- 1787 : l'Aménokal des Iwillimiddens entre à Tombouctou, le pachalik devient tributaire des Touaregs[25] ;
- 1825-1826 : les Armas n'ont plus aucun pouvoir sur le pachalik[26].

#### Articles Wikipédia en anglais
- Article « Arma people ».
- Article « Pashalik of Timbuktu ».
- Article « Battle of Jenné ».